# 黑姬車站
黑姬站（日语：／ Kurohime eki */?）是位於日本長野縣上水内郡信濃町，屬於信濃鐵道北信濃線的鐵路車站。本站過去是屬於JR東日本信越本線的直營站，並由長野分社負責管轄。2015年3月14日因北陸新幹線長野至妙高高原之間的長野縣路段交由信濃鐵道營運，而改為由豐野統一管理，並暫時委託當地的町役所負責售票櫃位服務。

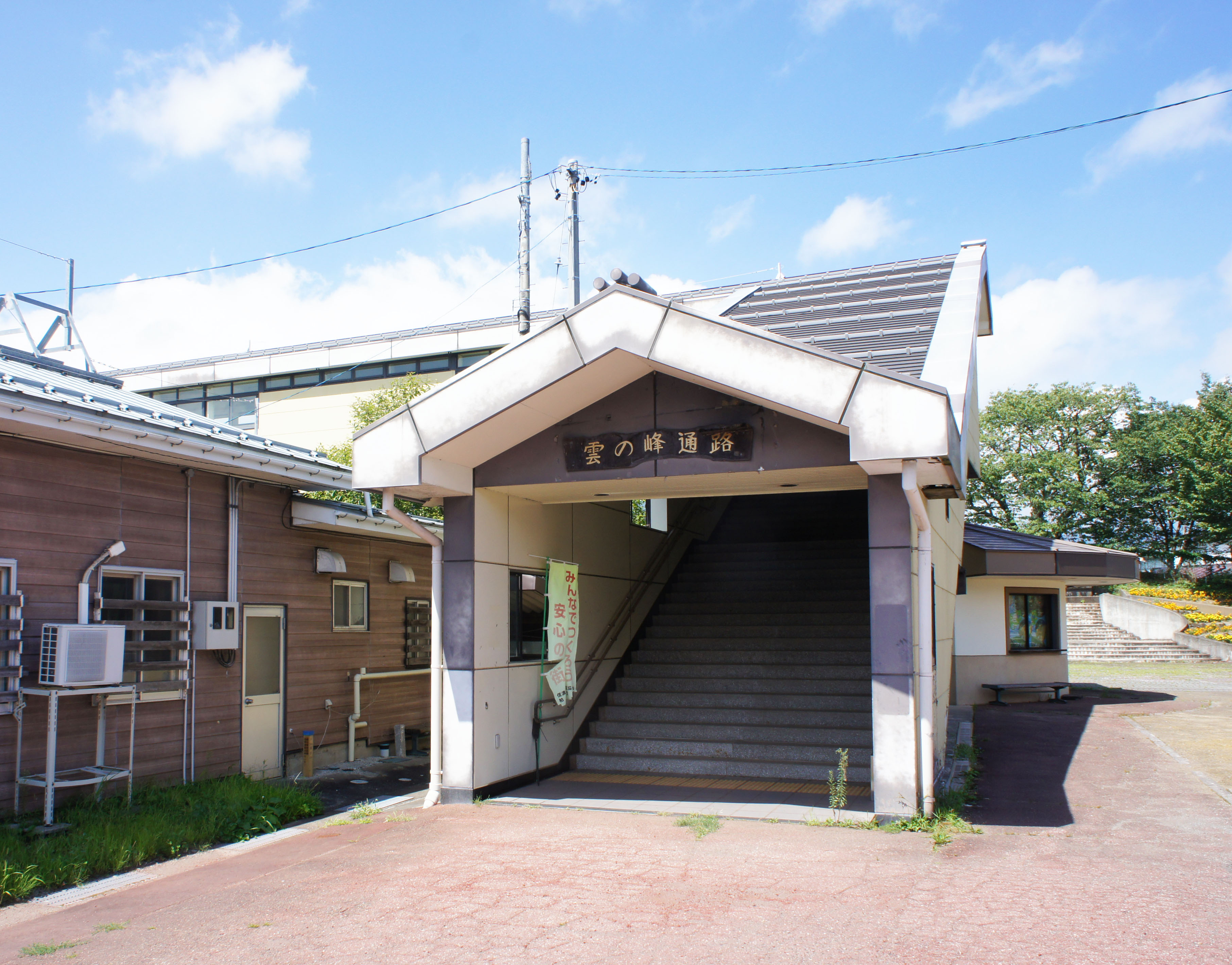
南北自由通路(2021年8月)

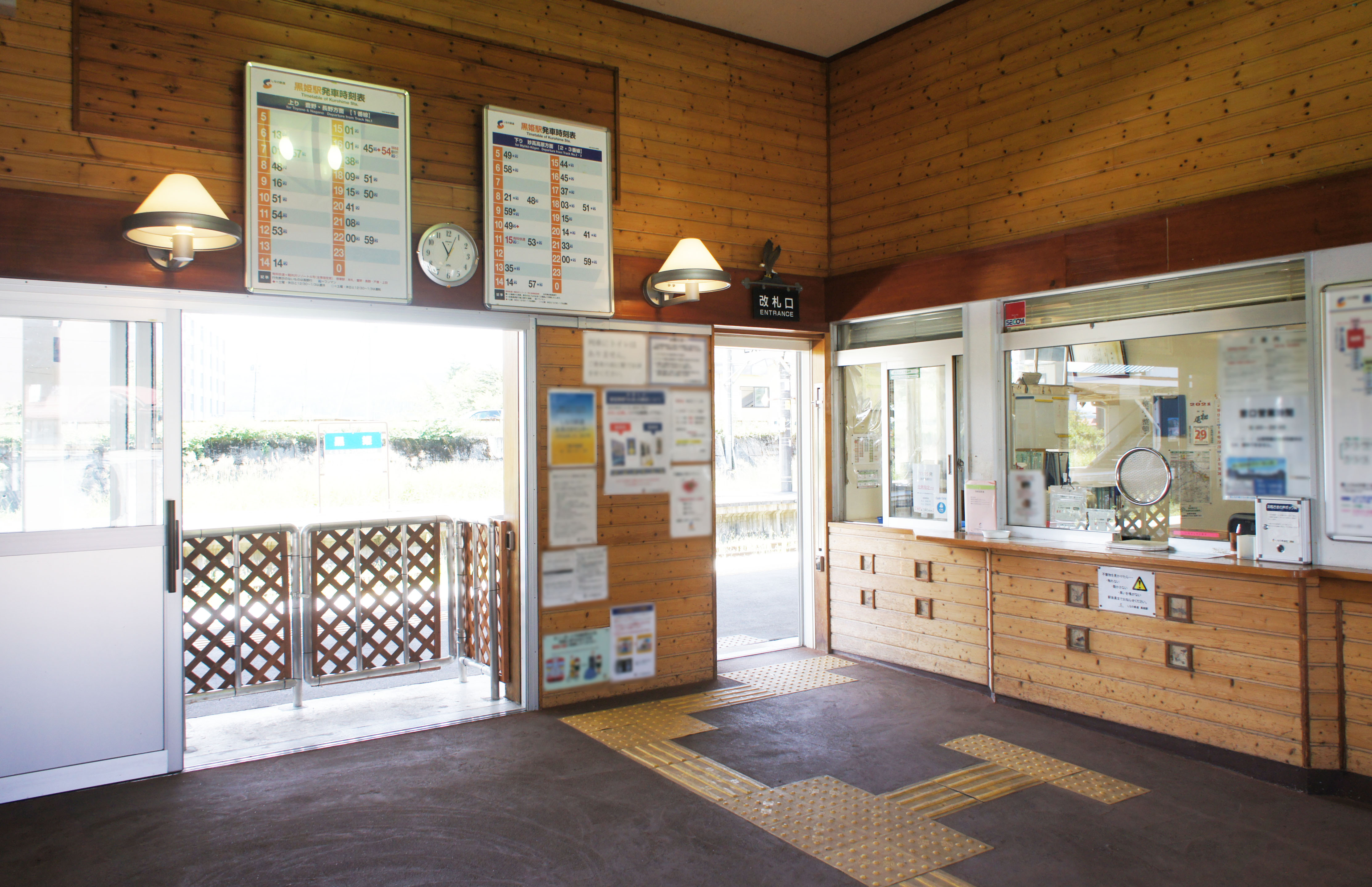
驗票口(2021年8月)

## 車站構造

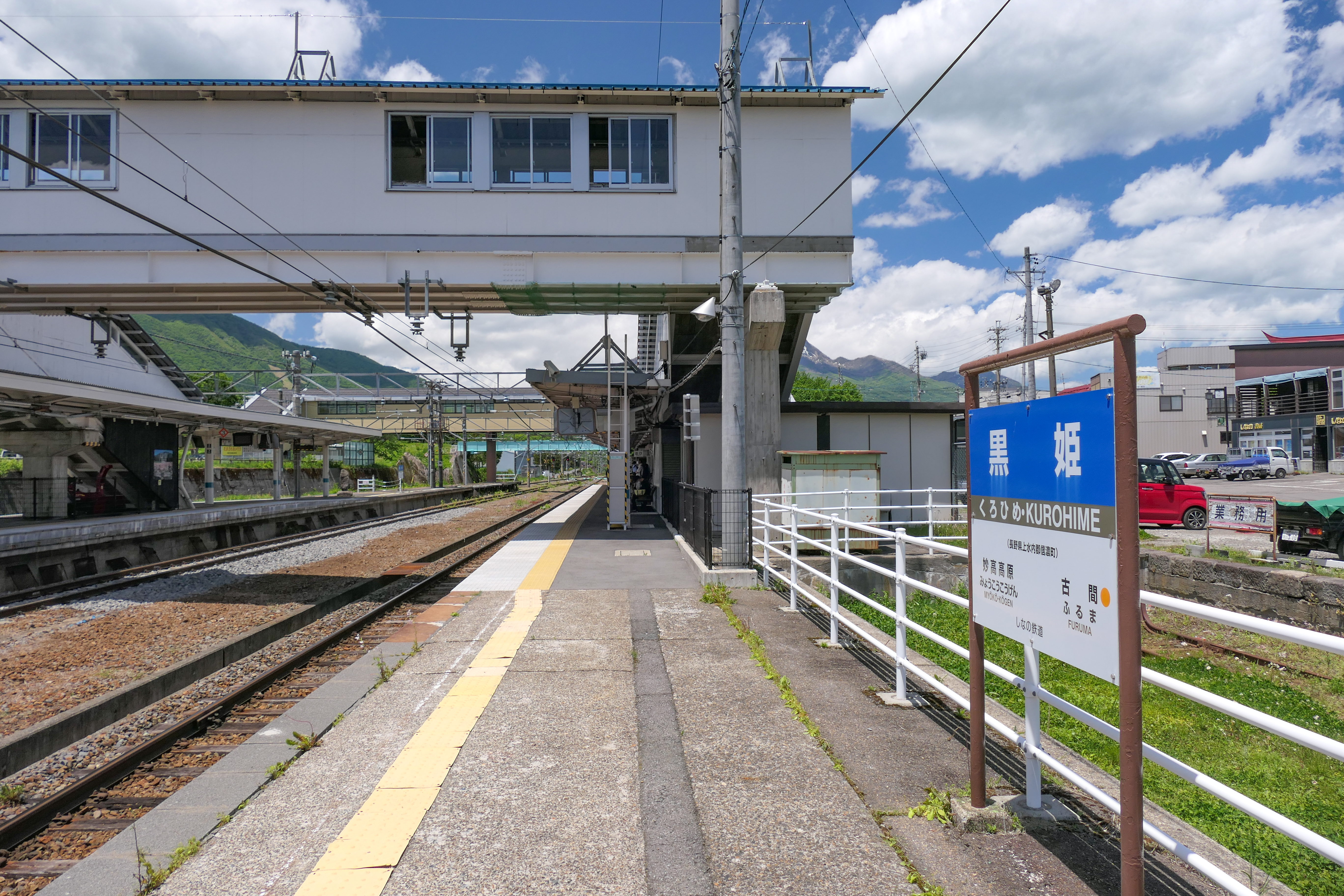
1號月台(2022年5月)

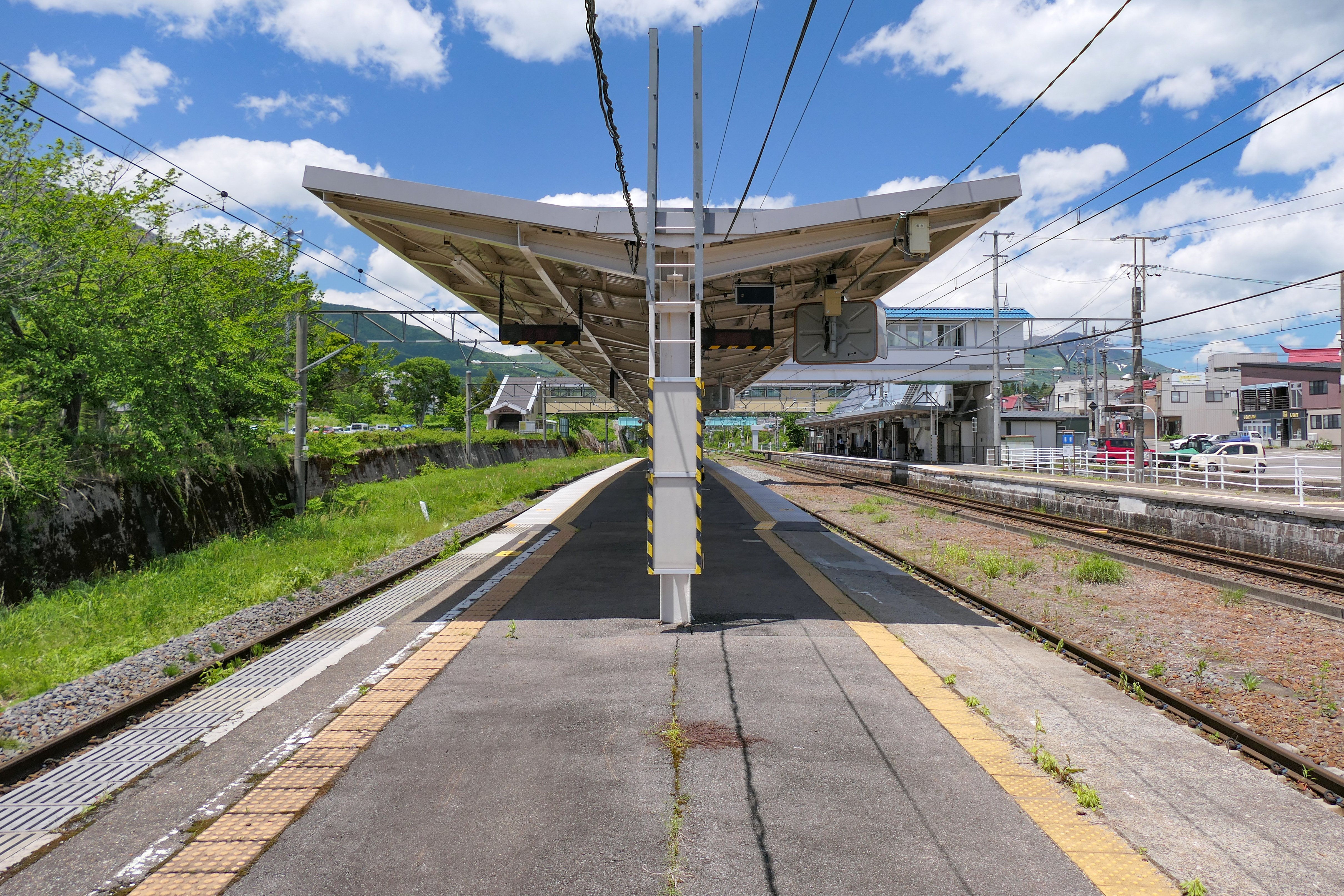
2號與3號月台(2022年5月)

本站的站房為木製的單層站房，是典型的日本國鐵鄉郊式站舍。因本站在JR時代是前往野尻湖、黑姬高原等著名旅遊景點的轉車站，因此使用人數較多，使站內也附設有綠窗口的售票窗口、便利商店及立食蕎麥麵等設施。
此站設有側式月台及島式月台各1個，共提供2面3線的配置。月台間透過行人天橋連接，過往JR年代因在冬季會開辦臨時特急「Spur信越」號列車（至2005年為止），本站是其中一個停車站，月台長度亦較長。

### 月台配置
| 月台 | 路線      | 方向 | 目的地         | 備註         |
| ---- | --------- | ---- | -------------- | ------------ |
| 1    | ■北信濃線 | 上行 | 豐野、長野方向 |              |
| 2、3 | ■北信濃線 | 下行 | 妙高高原方向   | 部份列車停靠 |

## 歷史
- 1888年5月1日：開業，當時稱為「柏原」。
- 1968年10月1日：改稱「黑姬站」。
- 1987年4月1日：國鐵分割民營化，成為東日本旅客鐵道（JR東日本）車站。
- 2015年2月28日：站內便利商店及立食蕎麥麵店閉店[3]。
- 2015年3月14日：隨北陸新幹線開通，改由信濃鐵道接管，立食蕎麥麵店更換名稱後重新營業[3]

## 使用狀況
| 年度   | 一日平均乗車人員 |
| ------ | ---------------- |
| 2000年 | 743              |
| 2001年 | 693              |
| 2002年 | 643              |
| 2003年 | 585              |
| 2004年 | 541              |
| 2005年 | 533              |
| 2006年 | 494              |
| 2007年 | 469              |
| 2008年 | 465              |
| 2009年 | 425              |
| 2010年 | 418              |
| 2011年 | 398              |
| 2012年 | 388              |
| 2013年 | 399              |

## 車站周邊
- 小圓山公園
  - 一茶記念館
  - 一茶之墓
- 信濃町役場
- 信濃町郵局
- 八十二銀行（日语：八十二銀行） 信濃町支店
- 新井信用金庫（日语：新井信用金庫） 黑姬支店
- 野尻湖（日语：野尻湖）：搭乘巴士約10分鐘車程
- 黑姬高原雪公園（日语：黒姫高原スノーパーク）
- 新潟縣道280號、長野縣道119號杉野澤黑姬停車場線（日语：新潟県道280号・長野県道119号杉野沢黒姫停車場線）
- 長野縣道36號信濃信州新線（日语：長野県道36号信濃信州新線）
- 國道18號

## 相鄰車站
信濃鐵道
■北信濃線
古間－黑姬－妙高高原

## 外部連結
- 信濃鐵道 黑姬站（页面存档备份，存于）
- 信濃町観光協会（页面存档备份，存于）